# ليو لاكروا (متزحلق جبال الألب)
ليو لاكروا (بالفرنسية: Léo Lacroix)‏ هو متزحلق جبال الألب فرنسي، ولد في 26 نوفمبر 1937 في Bois-d'Amont ‏ في فرنسا.

## وصلات خارجية
- ليو لاكروا على موقع الاتحاد الدولي للتزلج (التزلج على المنحدرات الثلجية) (الإنجليزية)
- ليو لاكروا على موقع أوليمبيديا (الإنجليزية)